# AC311直升机
AC311直升机，又称直-11M直升机，是中国航空工业集团公司自主研制的轻型多用途直升机，2010年11月8日在天津首飞成功。2012年7月获得中国民航型号合格证。

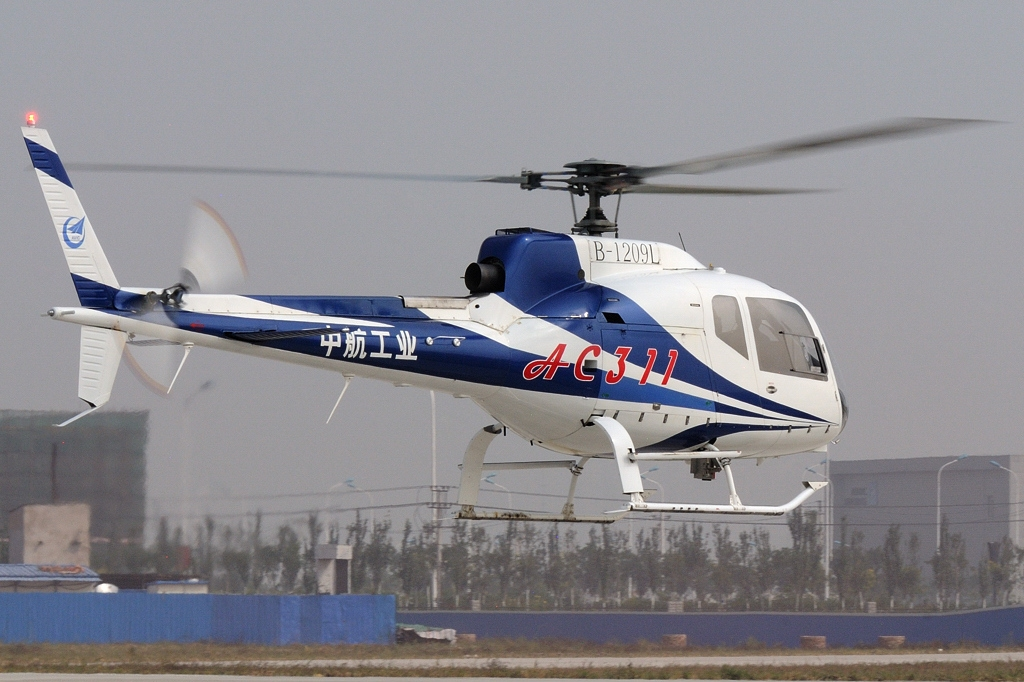
AC311直升机

AC311在中航直升机有限责任公司天津分公司完成总装。重2吨，可载6人，最大起飞重量2200千克。与AC311同一系列的还有AC301直升机。